# トサカハギ
トサカハギ （鶏冠剥、学名：Naso tonganus）はテングハギ属に属する魚。インド太平洋に分布し、商業的に漁獲されている。

## 分類と名称
1835年にフランスの博物学者であるアシル・ヴァランシエンヌによって記載され、タイプ産地はトンガタプ島とされた。Naso亜属に分類される。テングハギ属はニザダイ科のテングハギ亜科に分類される。種小名はタイプ産地のトンガに由来する。

## 形態
背鰭は5棘と27 - 30軟条から、臀鰭は2棘と26 - 28軟条から成る。顎には22 - 46本の歯があり、歯は成長につれて増加し、先端は鋸歯状になっている。体長は体高の約2.3 - 3倍で、成魚は亜成魚よりも体高が低い。成魚は吻が成長とともに膨出し、大型雄では口よりも突き出ることがある。体側背縁は背鰭の棘状部で大きく隆起する。尾柄部には2対の骨質板があり、先端は前方に突き出る。尾鰭は幼魚では湾入し、成魚では截形である。体色は一様に銀色から茶色がかった灰色で、腹側は黄色がかった灰色である。背鰭棘条部付近には小さな斑点が不規則に散らばる。背鰭は暗色で縁は青く、胸鰭と尾鰭の縁には幅広の暗色帯がある。幼魚は濃い色の斑点で覆われている。全長は60 - 70センチメートル。

## 分布と生態
インド太平洋に広く分布し、ソマリアからクワズール・ナタール州までのアフリカ東海岸から、マダガスカル、コモロ諸島、セーシェル諸島、マスカリン諸島まで見られる。モルディブ周辺にも分布するが、南アジアの大陸沿岸からは記録されていない。タイから東はサモア諸島、北は南西諸島、南はオーストラリアまで広がる。オーストラリアでは、西オーストラリア州のシャーク湾からノースウェスト岬、アシュモア・カルティエ諸島、グレートバリアリーフの北端、ニューサウスウェールズ州のジャービス湾まで、珊瑚海から記録されている。クリスマス島とココス諸島でも見られる。単独で行動することが多いが、サンゴ礁では小さな群れを作って動物プランクトンや藻類を食べることもある。

## 利用
沖縄県では追い込み漁などで漁獲され、食用として流通するがあまり多くはない。主に素揚げ、刺身などにして食べられる。